# Донегол (графство)
Донего́л (ирл. Dún na nGall; англ. Donegal) — графство на севере Ирландии. Входит в состав провинции Ольстер на территории Республики Ирландии. Административный центр — Лиффорд, крупнейший город — Леттеркенни. Население 161 137 человек (7-е место среди графств Республики Ирландия; данные 2011 года). В графстве находится один из четырёх районов Ирландии, где по данным 2007 года большая часть населения (свыше 67 %) использует в быту ирландский язык, т. н. Гэлтахт категории «A».

## География
Площадь территории 4861 км² (4-е место).
Граничит с графством Литрим (на крайнем юге) и Великобританией: графства Тирон, Лондондерри и Фермана (на востоке). Омывается заливом Донегол (на юге и юго-западе) и Атлантическим океаном (на западе и севере). Рельеф представлен главным образом невысокими горами. Береговая линия сильно изрезана, имеется множество заливов, наиболее значимыми из которых являются Лох-Фойл и Лох-Суилли. Горы представлены двумя основными грядами, самая высшая точка графства – гора Эрригол (749 м). Самой северной точкой графства и, кроме того, самой северной точкой Ирландии является мыс Малин-Хед (55°23′с. ш.  7°22′з. д.). Крупнейшие реки – Эрн (впадает в залив Донегол) и Фойл (впадает в залив Лох-Фойл).
Климат графства характеризуется как умеренный, находится под сильным влиянием Гольфстрима. Тёплое и влажное лето сменяется мягкой и влажной зимой.

## Население
По данным переписи 2011 года население графства составляет 161 137 человек.
Динамика численности населения графства:
- 1936: 	142 310 чел.
- 1946: 	136 317 чел.
- 1951: 	131 530 чел.
- 1956: 	122 059 чел.
- 1961: 	113 842 чел.
- 1971: 	108 344 чел.
- 1981: 	125 112 чел.
- 1991: 	128 117 чел.
- 2002: 	137 575 чел.
- 2006: 	147 264 чел.
- 2011: 	161 137 чел.

## История
В средневековье на территории графства располагалось гэльское королевство Тир Конайлл, основанное в V веке Коналлом Гулбаном. Это было достаточно влиятельное королевство — его монархи влияли на политику во всей Ирландии и на действия верховного короля Ирландии. В 1601 году оно было захвачено англичанами и в 1607 присоединено к Королевству Ирландия, главой которого был английский монарх.

## Культура
- Донегол — родина великого христианского проповедника Британии и Ирландии — святого Колумбы, названного одним из «двенадцати апостолов Ирландии».
- Здесь же, на склонах Карнауинских гор, по преданиям, в незапамятные времена проживал удивительный персонаж ирландского фольклора, Темный Патрик, народный философ, мудрец и бессребреник.

## СМИ
Вещает радиостанция Highland Radio, выпускаются газеты Donegal Democrat, Donegal News и многие другие.

## Спорт
Сборная Донегола по гэльским играм представляет графство в соревнованиях Гэльской атлетической ассоциации по гэльскому футболу, хёрлингу и камоги.

## Достопримечательности
- Замок Гленвех
- Грианан Айлеха